# Skew Peak
Der Skew Peak (englisch für Schräge Spitze) ist ein 2535 m hoher Berg im ostantarktischen Viktorialand. In der Clare Range ragt er unmittelbar westlich des Kopfendes des Frazier-Gletschers auf.
Teilnehmer der nördlichen Vermessungsmannschaft der Commonwealth Trans-Antarctic Expedition (1955–1958) benannten ihn 1957 so, weil der Gipfel des Berges aus allen Blickrichtungen bemerkenswert asymmetrisch erscheint.